# Szimpliciusz pápa
Szent Szimpliciusz (latinul: Simplicius), (? – 483. március 10.) volt a 47. pápa a történelem során. Hilár pápa utódaként került a keresztény egyház élére 468. március 3-án. Haláláig viselte tisztségét. Pontifikátusa még mindig a nagy hatású I. Leó pápa nyomait viselte. Legfőbb elvei között találhattuk a féktelen hitet és a római primátus fontosságát. Egy olyan korban uralkodott, amikor Róma politikai helyzete megingott, és végleg hanyatlani látszott.

## Élete
Tivoli városában született Itáliában. Családja szigorú keresztény neveltetést biztosított neki. A történeti forrásokból tudjuk, hogy apját Castinusnak hívták, és szabad római polgár volt. A papi hivatást választotta, és itt Leó elveit alapul véve szigor és hit jellemezte. Amikor 468-ban Hilár pápa meghalt, és Szimpliciusz lépett helyébe, kortársai úgy jellemezték, mint akit nehéz megingatni szigorú hitelveiben. Keménykezű irányítására szükség is volt, ugyanis Itáliát barbár hadak fenyegették. A germán herulok hadai végigdúlták a félszigetet, és 476-ban vezérük, Odoaker elűzte trónjáról az utolsó nyugatrómai császárt, Romulus Augustust, és magát Itália királyának nevezte ki. Szimpliciusznak sikerült kivívnia az új királynál Róma viszonylagos függetlenségét. Odoaker alig változtatott az addigi adminisztrációs rendszeren, így a nép könnyebben el tudta fogadni új urát.
Az új világi hatalommal való egyezkedés leterhelte Szimpliciusz erőit, így a Róma primátusát mindig is ellenző keleti egyházak ismét kikezdték a pápai hatalmat. Új erőre kaptak a monofiziták, és immár egész Bizáncot maguk mellé állítva küzdöttek a római apostoli szék hitelvei ellen. A viták a 451-es khalkédóni zsinat óta nem simultak el teljesen. Ezen a zsinaton I. Leó elítélte a monofizitákat, és ezt az egész zsinat elfogadta. A történet igazán 482-ben vett nagy fordulatot, amikor Zénón keletrómai császár kiadta a Hénótikont. Ez az írás elismerte az Első nikaiai zsinat határozatait, de a Khalkédónban tartott gyűlés döntéseit elvetette. Ez azt jelentette, hogy a császári hatalom a monofiziták oldalára állt.

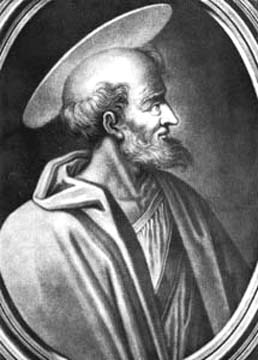
Szimplicius

Szimpliciusz nem akarta elfogadni a Hénótikont, és kitartott az orthodoxia elvei mellett, valamint amellett, hogy a monofiziták tanai eretnekek. Több levelet is írt Konstantinápolyba, amelyben a pápai hatalom és az egyetemes zsinatok elsőbbségét védelmezi. Akakiosz konstantinápolyi pátriárka kezdetben Simplicius oldalán állt, de végül befolyása növelését látta a monofiziták támogatásában. Ezért még abban az évben aláírta a Hénótikont. Ez a keleti és nyugati egyházak első szakadásához vezetett, amely 519-ig tartott.
Pontifikátusának legnagyobb részében Szimpliciusz gigászi küzdelmet vívott a nyugati egyház összefogásáért. A birodalom összeomlása után az egyház legfőbb feladata volt a lelki támasz nyújtása az embereknek, és a pogány hordák közti misszionárius tevékenység. A pápa legnehezebb feladata mégis az volt, hogy a hirtelen különböző királyságokba szakadt egyházmegyéket összetartsa, és ne hagyja őket elpusztulni. Sok feladatot és nehéz pontifikátust hagyott maga után, amikor 483. március 10-én meghalt. Halála után szentté avatták, ünnepnapját halála napjára tűzték ki.

## Művei
- Documenta Catholica Omnia (latin nyelven). (Hozzáférés: 2011. december 6.)